# Регламент радиосвязи
Регламент радиосвязи — основной документ Международного союза электросвязи, определяющий порядок использования любого радиоустройства, которое работает на территории любой из стран-членов Международного союза электросвязи.

## Основные задачи
Регламент радиосвязи является сводом правил эксплуатации устройств, излучающих электромагнитные волны в радиодиапазоне. Каждое из таких устройств является потенциальным источником помех для радиоприёма, поэтому существует необходимость точного определения параметров и порядка работы радиоприёмных и радиопередающих устройств для их одновременной работы в различных регионах. Регламент радиосвязи включает в себя классификацию радиоустройств по сфере их применения, порядок распределения участков радиодиапазона, отведённых для различных видов коммуникации (радиосвязь, радиовещание, телевидение, радионавигация, радиолокация и т. д.), а также нормы параметров устройств, излучающих или принимающих радиоволны, условия использования радиочастот отдельными радиослужбами в различных районах мира, правила закрепления рабочих частот за радиостанциями и т. п.